# Sport Club Fortuna Köln 1974-1975
Questa voce raccoglie le informazioni riguardanti il Sport Club Fortuna Köln nelle competizioni ufficiali della stagione 1974-1975.

## Stagione
Nella stagione 1974-1975 il Fortuna Colonia, allenato da Martin Luppen e Heinz Hornig, concluse il campionato di 2. Bundesliga al 5º posto. In Coppa di Germania il Fortuna Colonia fu eliminato ai quarti di finale dall'Eintracht Francoforte.

## Rosa
| N. |                     | Ruolo | Calciatore          |
| -- | ------------------- | ----- | ------------------- |
|    | Germania (bandiera) | P     | Jörg Daniel         |
|    | Germania (bandiera) | P     | Wolfgang Fahrian    |
|    | Germania (bandiera) | P     | Helmut Pabst        |
|    | Germania (bandiera) | D     | Peter Boers         |
|    | Germania (bandiera) | D     | Hans-Günter Neues   |
|    | Germania (bandiera) | D     | Günter Schwaba      |
|    | Germania (bandiera) | D     | Karl-Heinz Struth   |
|    | Germania (bandiera) | C     | Rolf Bauerkämper    |
|    | Irlanda (bandiera)  | C     | Noel Campbell       |
|    | Germania (bandiera) | C     | Wolfgang Glock      |
|    | Austria (bandiera)  | C     | Roland Hattenberger |

| N. |                     | Ruolo | Calciatore          |
| -- | ------------------- | ----- | ------------------- |
|    | Germania (bandiera) | C     | Karl-Heinz Haymann  |
|    | Germania (bandiera) | C     | Hannes Linßen       |
|    | Germania (bandiera) | C     | Günter Oleknavicius |
|    | Germania (bandiera) | A     | Hans-Peter Backes   |
|    | Perù (bandiera)     | A     | Julio Baylón        |
|    | Germania (bandiera) | A     | Helmut Bergfelder   |
|    | Germania (bandiera) | A     | Karl-Heinz Mödrath  |
|    | Germania (bandiera) | A     | Friedhelm Otters    |
|    | Germania (bandiera) | A     | Wolfgang Thier      |
|    | Germania (bandiera) | A     | Lothar Wesseler     |

## Organigramma societario
Area tecnica
- Allenatore: Heinz Hornig
- Allenatore in seconda:
- Preparatore dei portieri:
- Preparatori atletici:

## Calciomercato

### Sessione estiva
| Acquisti | Acquisti            | Acquisti          | Acquisti |
| R.       | Nome                | da                | Modalità |
| -------- | ------------------- | ----------------- | -------- |
| P        | Helmut Pabst        | Wacker 04 Berlino |          |
| A        | Hans-Peter Backes   | Homburg           |          |
| P        | Jörg Daniel         | SG Eschweiler     |          |
| C        | Roland Hattenberger | Wacker Innsbruck  |          |
| C        | Karl-Heinz Haymann  | VfL Leverkusen    |          |
| C        | Hannes Linßen       | Duisburg          |          |

| Cessioni | Cessioni        | Cessioni             | Cessioni |
| R.       | Nome            | a                    | Modalità |
| -------- | --------------- | -------------------- | -------- |
| C        | Manfred Dörper  | Viktoria Colonia     |          |
| C        | Gerd Knoth      | Union Solingen       |          |
| A        | Rolf Kucharski  | Alemannia Aquisgrana |          |
| D        | Gerd Zimmermann | Fortuna Düsseldorf   |          |

### Sessione invernale
| Acquisti | Acquisti | Acquisti | Acquisti |
| R.       | Nome     | da       | Modalità |
| -------- | -------- | -------- | -------- |

| Cessioni | Cessioni | Cessioni | Cessioni |
| R.       | Nome     | a        | Modalità |
| -------- | -------- | -------- | -------- |

## Risultati

### 2. Bundesliga

#### Girone di andata
| Arbitro: | Burgers |

|                                               |           |  |
| Bergfelder 2’ Linßen 12’ Struth 53’ Thier 78’ | Marcatori |  |

| Arbitro: | Weyland |

|            |           |                |
| Walter 86’ | Marcatori | 65’ Bergfelder |

| Arbitro: | Halfter |

|                              |           |  |
| Linßen 45’ Struth 50’ (rig.) | Marcatori |  |

| Arbitro: | Roth |

|            |           |                             |
| Krause 31’ | Marcatori | 15’ Hattenberger 68’ Struth |

| Arbitro: | Hanschke |

|                                       |           |                  |
| Otters 40’, 63’ Struth 62’ Linßen 64’ | Marcatori | 70’ (rig.) Moors |

| Arbitro: | Ohmsen |

|  |           |                             |
|  | Marcatori | 31’ Mödrath 81’ Bauerkämper |

| Arbitro: | Schütte |

|                        |           |          |
| Campbell 20’ Glock 73’ | Marcatori | 55’ Otte |

| Arbitro: | Ahlenfelder |

|                                                                |           |                         |
| Anders 19’ Koschmieder 23’ Pfahl 32’ Kolitsch 58’ Tenbrink 90’ | Marcatori | 77’ Otters 81’ Wesseler |

| Arbitro: | Zuchantke |

|                           |           |  |
| Bauerkämper 65’ Thier 84’ | Marcatori |  |

| Arbitro: | Hennig |

|                             |           |  |
| Granitza 18’ Rummenigge 88’ | Marcatori |  |

| Arbitro: | Teichert |

|                   |           |            |
| Struth 43’ (rig.) | Marcatori | 10’ Wenzel |

| Arbitro: | Ohmsen |

|  |           |            |
|  | Marcatori | 55’ Struth |

| Arbitro: | Hilker |

|                        |           |              |
| Struth 22’, 31’ (rig.) | Marcatori | 79’ Fritsche |

| Arbitro: | Lüling |

|                            |           |            |
| Sikora 8’ Greiffendorf 42’ | Marcatori | 57’ Backes |

| Arbitro: | Hövel |

|            |           |  |
| Linßen 40’ | Marcatori |  |

| Arbitro: | Hanschke |

|                                         |           |                        |
| Leumann 35’ John 59’, 64’ Lunenburg 66’ | Marcatori | 74’ Wesseler 85’ Neues |

| Arbitro: | Hennig |

|  |           |                    |
|  | Marcatori | 8’, 82’ Mittendorf |

| Arbitro: | Jensen |

|                        |           |  |
| Dahl 78’ Stegmayer 88’ | Marcatori |  |

| Arbitro: | Wichmann |

|                        |           |  |
| Linßen 20’ Mödrath 71’ | Marcatori |  |

#### Girone di ritorno
| Arbitro: | Heitmann |

|  |           |                       |
|  | Marcatori | 21’, 38’, 63’ Mödrath |

| Arbitro: | Hilker |

|                                                               |           |                          |
| Otters 14’ Bauerkämper 33’, 80’ Hattenberger 35’ Wesseler 51’ | Marcatori | 53’ Kucharski 65’ Schulz |

| Arbitro: | Redelfs |

|               |           |  |
| Ackermann 47’ | Marcatori |  |

| Arbitro: | Waltert |

|            |           |  |
| Backes 89’ | Marcatori |  |

| Arbitro: | Weyland |

|                    |           |                             |
| Kipp 59’ Moors 71’ | Marcatori | 29’, 81’ Mödrath 84’ Otters |

| Arbitro: | Wichmann |

|              |           |              |
| Campbell 65’ | Marcatori | 87’ Nordmann |

| Arbitro: | Leyding |

|             |           |                                                                  |
| Borutta 40’ | Marcatori | 7’ Mödrath 17’, 69’ Bauerkämper 23’ (rig.) Neues 79’ (aut.) Matz |

| Arbitro: | Brückner |

|                         |           |                    |
| Mödrath 56’ Schwaba 68’ | Marcatori | 88’ (aut.) Schwaba |

| Bochum 19 aprile 1975, ore 15:00 CET 28ª giornata | Wattenscheid 09 | 0 – 0 referto | Fortuna Colonia | Lohrheidestadion (6 000 spett.)\| Arbitro: \| Gabriel \| |
| Arbitro:                                          | Gabriel         |               |                 |                                                          |

| Arbitro: | Neufeld |

|                                           |           |            |
| Glock 17’ Otters 51’ Boers 71’ Struth 89’ | Marcatori | 6’ Rudloff |

| Arbitro: | Barnick |

|                      |           |                                     |
| Wenzel 45’, 76’, 79’ | Marcatori | 86’ Oleknavicius 87’ (aut.) Neumann |

| Arbitro: | Risse |

|  |           |               |
|  | Marcatori | 28’, 74’ Götz |

| Arbitro: | Hövel |

|          |           |  |
| Bals 17’ | Marcatori |  |

| Arbitro: | Bartnick |

|                                                                             |           |  |
| Wesseler 27’, 59’ Mödrath 30’, 62’ Otters 44’ Campbell 72’ Hattenberger 74’ | Marcatori |  |

| Arbitro: | Fork |

|            |           |  |
| Franke 40’ | Marcatori |  |

| Arbitro: | Weyland |

|                       |           |  |
| Glock 4’ Campbell 49’ | Marcatori |  |

| Arbitro: | Niemann |

|                                   |           |                         |
| Brosda 34’ Graul 73’ Gelsdorf 85’ | Marcatori | 6’ Wesseler 20’ Mödrath |

| Arbitro: | Zuchantke |

|            |           |  |
| Backes 28’ | Marcatori |  |

| Arbitro: | Gabor |

|            |           |  |
| Webers 25’ | Marcatori |  |

### Coppa di Germania
| Arbitro: | Bartnick |

|          |           |                                        |
| Weiß 44’ | Marcatori | 28’ Otters 30’ Linßen 68’ (rig.) Neues |

| Arbitro: | Haselberger |

|                                                                     |           |                                    |
| Thier 2’ Wesseler 5’ Bergfelder 10’, 47’, 69’ Neues 73’ Mödrath 78’ | Marcatori | 59’ (rig.) Struckmann 82’ Gummlich |

| Arbitro: | Berner |

|                        |           |  |
| Backes 64’ Mödrath 69’ | Marcatori |  |

| Colonia 15 marzo 1975 Ottavi di finale | Fortuna Colonia | 0 – 0 (d.t.s.) referto | SC Jülich 1910 | Südstadion (2 000 spett.)\| Arbitro: \| Hilker \| |
| Arbitro:                               | Hilker          |                        |                |                                                   |

| Arbitro: | Fork |

|  |           |            |
|  | Marcatori | 87’ Otters |

| Arbitro: | Engel |

|                                              |           |                             |
| Grabowski 17’, 30’ Lorenz 53’ Hölzenbein 81’ | Marcatori | 25’ Hattenberger 29’ Linßen |

## Statistiche

### Statistiche di squadra
| Competizione      | Punti | In casa | In casa | In casa | In casa | In casa | In casa | In trasferta | In trasferta | In trasferta | In trasferta | In trasferta | In trasferta | Totale | Totale | Totale | Totale | Totale | Totale | DR  |
| Competizione      | Punti | G       | V       | N       | P       | Gf      | Gs      | G            | V            | N            | P            | Gf           | Gs           | G      | V      | N      | P      | Gf     | Gs     | DR  |
| ----------------- | ----- | ------- | ------- | ------- | ------- | ------- | ------- | ------------ | ------------ | ------------ | ------------ | ------------ | ------------ | ------ | ------ | ------ | ------ | ------ | ------ | --- |
| 2. Bundesliga     | 46    | 19      | 15      | 2       | 2       | 43      | 13      | 19           | 6            | 2            | 11           | 26           | 30           | 38     | 21     | 4      | 13     | 69     | 43     | +26 |
| Coppa di Germania | -     | 3       | 2       | 1       | 0       | 9       | 2       | 3            | 2            | 0            | 1            | 6            | 5            | 6      | 4      | 1      | 1      | 15     | 7      | +8  |
| Totale            | 46    | 22      | 17      | 3       | 2       | 52      | 15      | 22           | 8            | 2            | 12           | 32           | 35           | 44     | 25     | 5      | 14     | 84     | 50     | +34 |

### Andamento in campionato
| Giornata  | 1 | 2 | 3 | 4 | 5 | 6 | 7 | 8 | 9 | 10 | 11 | 12 | 13 | 14 | 15 | 16 | 17 | 18 | 19 | 20 | 21 | 22 | 23 | 24 | 25 | 26 | 27 | 28 | 29 | 30 | 31 | 32 | 33 | 34 | 35 | 36 | 37 | 38 |
| --------- | - | - | - | - | - | - | - | - | - | -- | -- | -- | -- | -- | -- | -- | -- | -- | -- | -- | -- | -- | -- | -- | -- | -- | -- | -- | -- | -- | -- | -- | -- | -- | -- | -- | -- | -- |
| Luogo     | C | T | C | T | C | T | C | T | C | T  | C  | T  | C  | T  | C  | T  | C  | T  | C  | T  | C  | T  | C  | T  | C  | T  | C  | T  | C  | T  | C  | T  | C  | T  | C  | T  | C  | T  |
| Risultato | V | N | V | V | V | V | V | P | V | P  | N  | V  | V  | P  | V  | P  | P  | P  | V  | V  | V  | P  | V  | V  | N  | V  | V  | N  | V  | P  | P  | P  | V  | P  | V  | P  | V  | P  |
| Posizione | 1 | 2 | 1 | 1 | 1 | 1 | 1 | 2 | 3 | 3  | 3  | 3  | 3  | 3  | 3  | 3  | 5  | 5  | 5  | 4  | 3  | 5  | 3  | 4  | 3  | 3  | 3  | 3  | 3  | 3  | 3  | 5  | 4  | 5  | 4  | 6  | 5  | 5  |

Legenda:

Luogo: C = Casa; T = Trasferta. Risultato: V = Vittoria; N = Pareggio; P = Sconfitta.

### Statistiche dei giocatori
| Giocatore       | 2. Bundesliga | 2. Bundesliga | 2. Bundesliga | 2. Bundesliga | Coppa di Germania | Coppa di Germania | Coppa di Germania | Coppa di Germania | Totale   | Totale | Totale      | Totale     |
| Giocatore       | Presenze      | Reti          | Ammonizioni   | Espulsioni    | Presenze          | Reti              | Ammonizioni       | Espulsioni        | Presenze | Reti   | Ammonizioni | Espulsioni |
| --------------- | ------------- | ------------- | ------------- | ------------- | ----------------- | ----------------- | ----------------- | ----------------- | -------- | ------ | ----------- | ---------- |
| H. Backes       | 17            | 3             | 0             | 0             | 5                 | 1                 | 0                 | 0                 | 22       | 4      | 0           | 0          |
| R. Bauerkämper  | 22            | 6             | 1             | 0             | 3                 | 0                 | 0                 | 0                 | 25       | 6      | 1           | 0          |
| J. Baylón       | 0             | 0             | 0             | 0             | 0                 | 0                 | 0                 | 0                 | 0        | 0      | 0           | 0          |
| H. Bergfelder   | 10            | 2             | 1             | 0             | 1                 | 3                 | 0                 | 0                 | 11       | 5      | 1           | 0          |
| P. Boers        | 36            | 1             | 11            | 0             | 6                 | 0                 | 1                 | 0                 | 42       | 1      | 12          | 0          |
| N. Campbell     | 34            | 4             | 3             | 0             | 5                 | 0                 | 1                 | 0                 | 39       | 4      | 4           | 0          |
| J. Daniel       | 5             | 0             | 0             | 0             | 1                 | 0                 | 0                 | 0                 | 6        | 0      | 0           | 0          |
| W. Fahrian      | 28            | 0             | 0             | 0             | 4                 | 0                 | 0                 | 0                 | 32       | 0      | 0           | 0          |
| W. Glock        | 34            | 3             | 3             | 0             | 3                 | 0                 | 0                 | 0                 | 37       | 3      | 3           | 0          |
| R. Hattenberger | 34            | 3             | 4             | 0             | 5                 | 1                 | 1                 | 0                 | 39       | 4      | 5           | 0          |
| K. Haymann      | 2             | 0             | 0             | 0             | 1                 | 0                 | 0                 | 0                 | 3        | 0      | 0           | 0          |
| H. Linßen       | 35            | 5             | 3             | 0             | 6                 | 2                 | 0                 | 0                 | 41       | 7      | 3           | 0          |
| K. Mödrath      | 24            | 12            | 1             | 0             | 4                 | 2                 | 1                 | 0                 | 28       | 14     | 2           | 0          |
| H. Neues        | 34            | 2             | 7             | 0             | 6                 | 2                 | 1                 | 0                 | 40       | 4      | 8           | 0          |
| G. Oleknavicius | 27            | 1             | 1             | 0             | 6                 | 0                 | 0                 | 0                 | 33       | 1      | 1           | 0          |
| F. Otters       | 27            | 7             | 3             | 1             | 2                 | 2                 | 0                 | 0                 | 29       | 9      | 3           | 1          |
| H. Pabst        | 5             | 0             | 0             | 0             | 2                 | 0                 | 0                 | 0                 | 7        | 0      | 0           | 0          |
| G. Schwaba      | 30            | 1             | 2             | 0             | 5                 | 0                 | 0                 | 0                 | 35       | 1      | 2           | 0          |
| K. Struth       | 27            | 9             | 0             | 0             | 4                 | 0                 | 0                 | 0                 | 31       | 9      | 0           | 0          |
| W. Thier        | 23            | 2             | 1             | 0             | 4                 | 1                 | 0                 | 0                 | 27       | 3      | 1           | 0          |
| L. Wesseler     | 23            | 6             | 2             | 0             | 3                 | 1                 | 0                 | 0                 | 26       | 7      | 2           | 0          |